# Jeanne Richard
Pour les articles homonymes, voir Richard.
Jeanne Richard, née le 13 avril 2002 à Thonon-les-Bains, est une biathlète française.

## Biographie
Originaire de Morzine (département de la Haute-Savoie) où son père est moniteur de ski, elle pratique plusieurs sports : judo, natation, tennis, danse avant de s'orienter sportivement vers le ski. Elle débute en ski alpin puis se tourne vers le ski de fond et enfin le biathlon,.
En parallèle de sa carrière de biathlète, elle est étudiante à l'Université Grenoble Alpes. Elle est également policière réserviste.

### Débuts en Juniors
Aux Jeux olympiques de la jeunesse 2020, elle remporte une médaille d'argent sur l'individuel puis une médaille d'or sur le relais simple avec Mathieu Garcia.
Lors des Championnats du monde juniors de biathlon 2021 à Obertilliach, disputés dans la catégorie Jeunes, elle remporte deux titres de championne du monde, sur l'individuel puis sur le relais (avec Fany Bertrand et Maya Cloetens).
Elle remporte cinq médailles d'argent en autant d'épreuves lors des Championnats du monde juniors de biathlon 2023 à Chtchoutchinsk.

### Débuts en Coupe du monde en 2024
Elle commence la saison 2023-2024 en IBU Cup et remporte sa première victoire sur ce circuit en s'imposant sur l'individuel d'ouverture à Kontiolahti le 30 novembre 2023. Elle signe ensuite deux autres podiums en se classant respectivement 3e et 2e du sprint à Idre Fjäll puis Sjusjøen. Elle pointe en tête du classement général à l'issue du premier « trimestre », avant la trêve de Noël.
Grâce à ses bonnes performances en IBU Cup, elle est appelée pour faire ses débuts en Coupe du monde à Oberhof en janvier 2024. Elle réalise une remarquable performance dès sa première épreuve au sein de l'élite mondiale en se classant 8e du sprint, forte notamment d'un sans faute au tir. Elle confirme ce résultat le lendemain en terminant 9e de la poursuite. Lors de l'étape suivante disputée à Ruhpolding, elle participe à son premier relais en Coupe du monde en remplaçant Justine Braisaz-Bouchet, mise au repos. Deuxième relayeuse, elle contribue à la victoire française sur cette épreuve et remporte ainsi sa première victoire à ce niveau.
Elle est sélectionnée pour les championnats du monde 2024 à Nové Město. En tant que cinquième élément de l'équipe française, elle bénéficie du quota supplémentaire accordé à l'équipe de France grâce au titre mondial de Julia Simon sur la poursuite en 2023 pour disputer le sprint. Jeanne Richard obtient une bonne 15e place avec un 8/10 au tir, tandis que ses quatre compatriotes réalisent un performance exceptionnelle en finissant aux quatre premières places de l'épreuve. Elle termine ensuite 18e de la poursuite. Avec son statut de première remplaçante, elle n'a finalement pas l'occasion de disputer d'autre épreuve lors de ces mondiaux. Bien qu'ayant marqué suffisamment de points pour se qualifier pour la mass-start, elle ne peut y participer en raison de la limite de quota règlementaire (quatre places au maximum pour l'équipe de France).

### Saison 2024-2025
À l'intersaison, elle intègre avec Océane Michelon le groupe A d'entrainement de l'équipe de France comprenant aussi Julia Simon, Justine Braisaz-Bouchet, Lou Jeanmonnot, Sophie Chauveau et Gilonne Guigonnat, signe de la confiance accordées aux jeunes par les entraîneurs. 
Elle fait preuve d'une belle régularité en début de la saison, figurant aux portes du top 10 pratiquement à chaque course. Lors de la troisième étape, à domicile au Grand-Bornand, les 21 et 22  décembre 2024, elle signe ses meilleurs résultats provisoires en Coupe du monde en terminant au pied du podium (4e) de la poursuite puis de la mass-start,. Grâce à ces deux performances, elle s'empare du dossard bleu de meilleure jeune et grimpe à la huitième place du classement général au moment de la trêve de Noël.
Elle monte sur son premier podium individuel en prenant la troisième place de la mass-start à Ruhpolding le 19 janvier 2025. À l'issue du second trimestre de compétition (janvier), elle pointe à la cinquième place du classement général avec le dossard bleu sur les épaules.

## Palmarès

### Championnats du monde
| Édition \ Épreuve | Individuel | Sprint | Poursuite | Mass start | Relais | Relais mixte | Relais mixte simple |
| ----------------- | ---------- | ------ | --------- | ---------- | ------ | ------------ | ------------------- |
| Nové Město 2024   | —          | 15e    | 18e       | —          | —      | —            | —                   |
| Lenzerheide 2025  | 23e        | 28e    | 24e       | 4e         | —      | —            | —                   |

- — : non disputée par Jeanne Richard

### Coupe du monde
- Meilleur classement général : 6e en 2025.
- 5 podiums :  
  - 1 podium individuel : 1 troisième place.
  - 2 podiums en relais : 1 victoire et 1 troisième place.
  - 2 podiums en relais mixte : 2 deuxièmes places.

Mis à jour le 23 mars 2025

#### Classements en Coupe du monde
| Saison    | Individuel | Individuel | Sprint  | Sprint   | Poursuite | Poursuite | Mass start | Mass start | Général | Général  |
| Saison    | Courses    | Position   | Courses | Position | Courses   | Position  | Courses    | Position   | Courses | Position |
| --------- | ---------- | ---------- | ------- | -------- | --------- | --------- | ---------- | ---------- | ------- | -------- |
| 2023-2024 | 2 / 3      | 58e        | 4 / 7   | 31e      | 4 / 7     | 30e       |            |            | 10 / 21 | 39e      |
| 2024-2025 | 3 / 3      | 10e        | 7 / 7   | 11e      | 6 / 6     | 4e        | 5 / 5      | 4e         | 21 / 21 | 6e       |

#### Résultats détaillés en Coupe du monde
| 2023-2024 |        |        |        |        |        |        |       |       |        |       |        |        |        |       | .      | .      | .      | .     |        |       |        |        |        |        |        | 39e |
| 2023-2024 | IN     | SP     | PU     | SP     | PU     | SP     | PU    | MS    | SP 8e  | PU 9e | SP 20e | PU 20e | SI 44e | MS    | SP 15e | PU 18e | IN     | MS    | IN 30e | MS    | SP 34e | PU 34e | SP 32e | PU 26e | MS     | 39e |
| 2024-2025 |        |        |        |        |        |        |       |       |        |       |        |        |        |       | .      | .      | .      | .     |        |       |        |        |        |        |        |     |
| 2024-2025 | SI 11e | SP 12e | MS 12e | SP 35e | PU 14e | SP 12e | PU 4e | MS 4e | SP 11e | PU 6e | IN 15e | MS 3e  | SP 6e  | PU 4e | SP 28e | PU 34e | IN 23e | MS 4e | SP 11e | PU 9e | SI 10e | MS 4e  | SP 17e | PU 12e | MS 15e |     |

#### Podium en relais en Coupe du monde
| Podiums en relais en Coupe du monde | Podiums en relais en Coupe du monde | Podiums en relais en Coupe du monde | Podiums en relais en Coupe du monde | Podiums en relais en Coupe du monde | Podiums en relais en Coupe du monde | Podiums en relais en Coupe du monde | Podiums en relais en Coupe du monde | Podiums en relais en Coupe du monde | Podiums en relais en Coupe du monde | Podiums en relais en Coupe du monde |
| n°                                  | Saison                              | Date                                | Lieu                                | Épreuve                             | Résultat                            | Composition                         | Composition                         | Composition                         | Composition                         | Compétition                         |
| ----------------------------------- | ----------------------------------- | ----------------------------------- | ----------------------------------- | ----------------------------------- | ----------------------------------- | ----------------------------------- | ----------------------------------- | ----------------------------------- | ----------------------------------- | ----------------------------------- |
| 1                                   | 2023-2024                           | 10-01-2024                          | Ruhpolding                          | Relais 4 x 6 km                     | Médaille d'or                       | L. Jeanmonnot                       | J. Richard                          | S. Chauveau                         | J. Simon                            | Coupe du monde                      |
| 2                                   | 2024-2025                           | 12-01-2025                          | Oberhof                             | Relais mixte                        | Médaille d'argent                   | F. Claude                           | É. Perrot                           | J. Richard                          | L. Jeanmonnot                       | Coupe du monde                      |
| 3                                   | 2024-2025                           | 26-01-2025                          | Antholz                             | Relais 4 x 6 km                     | Médaille de bronze                  | J. Richard                          | L. Jeanmonnot                       | O. Michelon                         | J. Simon                            | Coupe du monde                      |
| 4                                   | 2024-2025                           | 16-03-2025                          | Pokljuka                            | Relais mixte                        | Médaille d'argent                   | J. Richard                          | O. Michelon                         | É. Perrot                           | Q. Fillon Maillet                   | Coupe du monde                      |

### IBU Cup
- 3 podiums individuels, dont une victoire.

 Dernière mise à jour le 22 décembre 2023 

#### Podiums individuels en IBU Cup
| Podiums individuels en IBU Cup | Podiums individuels en IBU Cup | Podiums individuels en IBU Cup | Podiums individuels en IBU Cup | Podiums individuels en IBU Cup | Podiums individuels en IBU Cup |
| n°                             | Saison                         | Date                           | Lieu                           | Épreuve                        | Résultat                       |
| ------------------------------ | ------------------------------ | ------------------------------ | ------------------------------ | ------------------------------ | ------------------------------ |
| 1                              | 2023-2024                      | 30-11-2023                     | Kontiolahti                    | Individuel 15 km               | Médaille d'or                  |
| 2                              | 2023-2024                      | 08-12-2023                     | Idre Fjäll                     | Sprint 7,5 km                  | Médaille de bronze             |
| 3                              | 2023-2024                      | 13-12-2023                     | Sjusjøen                       | Sprint 7,5 km                  | Médaille d'argent              |

### Championnats du monde junior
| Mondiaux / Épreuve              | Individuel                        | Sprint                            | Poursuite                         | Relais                             | Relais mixte                      |
| 2021 (Cat. Jeunes) Obertilliach | Médaille d'or, Coupe du Monde     | 31e                               | 29e                               | Médaille d'or, Coupe du Monde      | Épreuve inexistante à cette date  |
| 2022 Soldier Hollow             | 26e                               | 24e                               | 6e                                | Médaille de bronze, Coupe du Monde | Épreuve inexistante à cette date  |
| 2023 Chtchoutchinsk             | Médaille d'argent, Coupe du Monde | Médaille d'argent, Coupe du Monde | Médaille d'argent, Coupe du Monde | Médaille d'argent, Coupe du Monde  | Médaille d'argent, Coupe du Monde |